# Dave Britton
David Britton, detto Dave (New York, 29 agosto 1958), è un ex cestista statunitense, professionista nella NBA.

## Carriera
Venne selezionato dai Dallas Mavericks al terzo giro del Draft NBA 1980 (57ª scelta assoluta).